# Стєпан Кукурузович
Стєпан Кукурузович (хорв. Stjepan Kukuruzović, нар. 7 червня 1989, Тун) — хорватський футболіст швейцарського походження, півзахисник клубу «Санкт-Галлен».
Виступав, зокрема, за клуб «Цюрих».
Володар Кубка Швейцарії. 

## Ігрова кар'єра
У дорослому футболі дебютував 2008 року виступами за команду клубу «Тун», в якій провів два сезони, взявши участь у 30 матчах чемпіонату. 
Своєю грою за цю команду привернув увагу представників тренерського штабу клубу «Цюрих», до складу якого приєднався 2010 року. Відіграв за команду з Цюриха наступні чотири сезони своєї ігрової кар'єри. Більшість часу, проведеного у складі «Цюриха», був основним гравцем команди.
Протягом 2014—2015 років захищав кольори команди клубу «Ференцварош».
До складу клубу «Вадуц» приєднався 2015 року. Відтоді встиг відіграти за клуб з Вадуца 12 матчів в національному чемпіонаті.

## Титули і досягнення
- Володар Кубка Швейцарії (1):

«Цюрих»: 2013-14
- Володар Кубка Угорщини (1):

«Ференцварош»: 2014-15
- Володар Кубка угорської ліги (1):

«Ференцварош»: 2014-15
- Володар Кубка Ліхтенштейну (1):

«Вадуц»: 2016-17